# Clavaviridae
Clavaviridae es una familia de virus de ADN bicatenario que infectan arqueas. Fue descrita por primera vez en 2010. El nombre se deriva de la palabra latina "clava" que significa "palo".

## Virología
Los viriones tienen forma filamentosa con 143 nanómetros (nm) de longitud y 15,8 nm de diámetro. Un extremo es puntiagudo y el otro redondeado. La estructura del virión se ha resuelto mediante microscopía crioelectrónica hasta una resolución casi atómica, revelando cómo se desarrolla la partícula helicoidal a partir de una proteína de la cápside llamada alfa-helicoidal con un pliegue estructural único. Los viriones son altamente termoestables y permanecen infecciosos después de la incubación a 100 °C durante 3 horas.
El genoma consiste en una molécula circular de ADN bicatenario de 5,3 kb que contiene 14 marcos de lectura abiertos, ninguno de los cuales comparte similitud con secuencias en bases de datos públicas. La infección por este virus no causa lisis en la célula huésped.
En cuanto a su relación con otros virus se ha sugerido que los virus de la familia Clavaviridae están emparentados con los virus de arqueas en forma de huso o virus fusiformes (que incluye las familias Fuselloviridae, Halspiviridae, Thaspiviridae, Itzamnaviridae y Bicaudaviridae) por una proteína de cápside homóloga SSV1 y que estos virus evolucionaron de virus filamentosos emparentados con Clavaviridae que alteraron su forma para almacenar un genoma más grande, por lo que conformarían un dominio o linaje viral.